# Вестфальский тотлегер

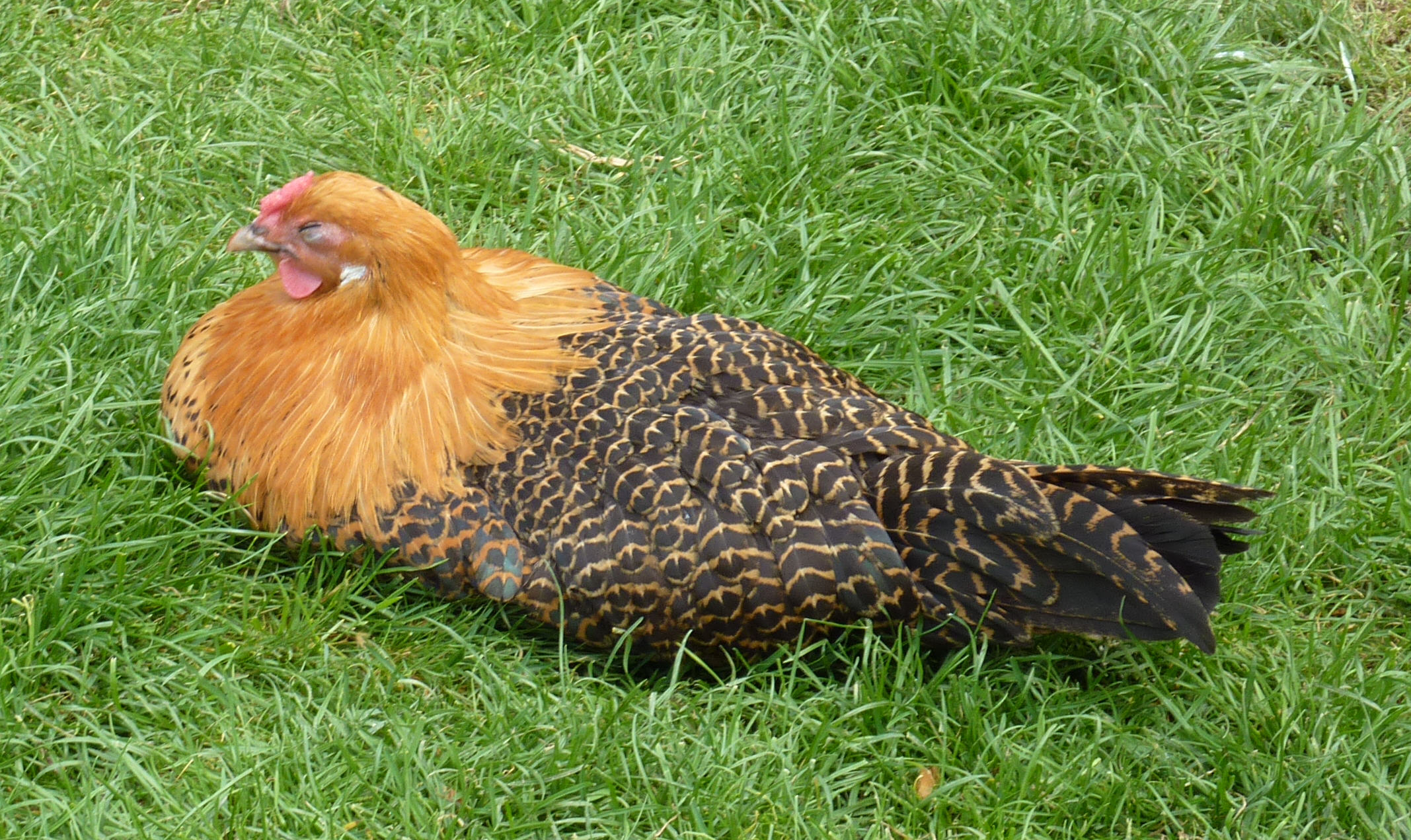
Курица рыжевато-пятнистой окраски

Вестфальский тотлегер (нем. Westfälischer Totleger, вестфальская несушка) — редкая старинная немецкая порода домашних кур. Разводится более 400 лет.

## История
Тотлегеры происходят от обыкновенных беспородных сельских кур Вестфалии и выращивались в основном в районе городов Билефельд и Херфорд. При выведении, скорее всего, использовались такие породы кур, как брекель и восточно-фризская чайка. Немецкое название породы «Totleger» состоит из слов Tot (означает «мёртвый») и Leger («несущий яйца»), однако реальным значением названия является «хорошо несущий яйца». Из-за значительной способности к яйценоскости порода получила название «аллтагслегер» («повседневная несушка») и «дауэрлегер». Под влиянием нижненемецкого языка название изменилось на «дотлегер». Позже оно превратилось в «тотлегер». Мнение о ежедневном откладывании яиц неверно.

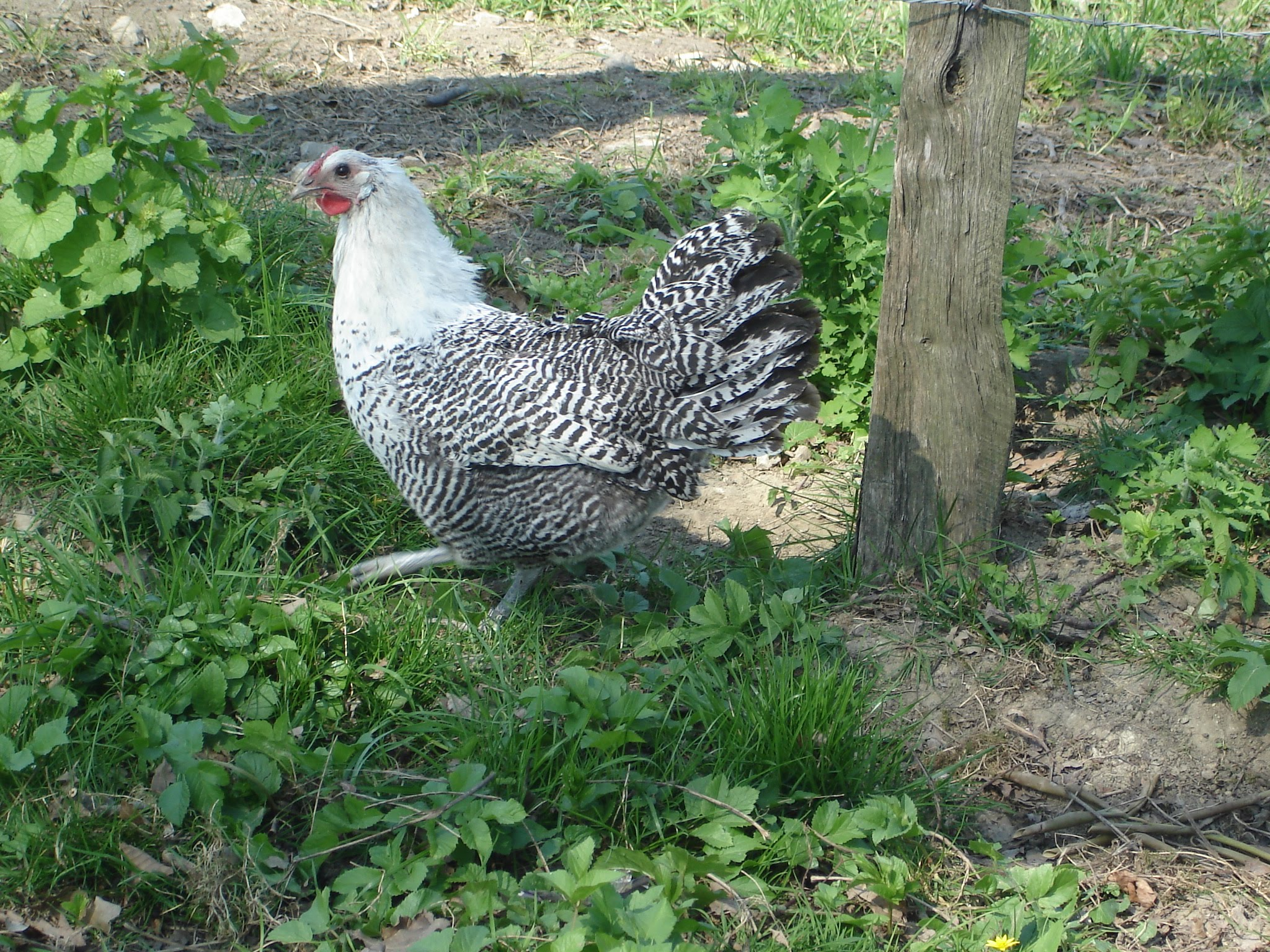
Серебристая окраска

Вестфальские тотлегеры были популярной породой до появления более продуктивных иностранных пород в 1880-х годах. Когда в 1904 году была создана ассоциация заводчиков, эта порода стала в основном выставочной. Численность оставалась низкой на протяжении всего XX века, достигнув минимума в 1980-х годах. Вестфальские тотлегеры были одной из пород домашней птицы, выбранной породой года в 1994 году, чтобы указать на уровень опасности из-за низкой популяции несушек. К этому времени популяция была очень низкой. Фермеры стали активно выращивать кур, и численность особей породы стала повышаться. В 2005 году было зарегистрировано 343 петухов и 1492 куриц. В 2013 году зарегистрированная популяция насчитывала 301 петуха и 1353 курицы. В 2016 году популяция сократилась до 176 петухов и 798 куриц в руках 112 заводчиков, а также порода была классифицирована как «находящаяся под серьёзной угрозой исчезновения».

## Характеристики
Грудь широкая, живот большой. Довольно маленький гребешок с мелкими кончиками. Тёмно-карие глаза, клюв крепкий, голубовато-рогового цвета. Мочки ушей голубовато-белые, круглые и не слишком большие. Шея средней длины, на ней длинные перья. Тело крепкое, цилиндрической формы. Ноги средней длины. Оперение густое. Но самой выдающейся характеристикой является крапчатый рисунок оперения с чёрной каймой на перьях. Вестфальские тотлегеры имеют только две признанных окраски: рыжевато-пятнистую и серебристую. Эта очень редкая порода обычно считается мясо-яичной. Петухи весят 2-2,5 кг, куры 1,5-2 кг. У кур отсутствует инстинкт насиживания, при этом они откладывают около 180 яиц в год весом около 50-65 г. Яйца весом менее 53 граммов не должны использоваться для инкубации. Рекорд по яйценоскости составляет 243 и 233 яйца от разных кур. Размер кольца на ногу составляет 18 мм в диаметре для петуха и 16 мм для самки.
Птицы породы очень подвижны, особенно в молодом возрасте. При должном уходе они могут стать очень доверчивыми и ручными.